# Santiago (Agusan del Norte)
Santiago (tagalski Bayan ng Santiago) – miasto na Filipinach, w północno-wschodniej części wyspy Mindanao, w prowincji Agusan del Norte w regionie Caraga. Według spisu ludności z maja 2020 roku, zamieszkiwało je 28 657 mieszkańców.